# Austrobaeckea latens
Austrobaeckea latens là một loài thực vật có hoa trong Họ Đào kim nương. Loài này được C.R.P.Andrews mô tả khoa học đầu tiên năm 1904.